# Slchoksbish
Slchoksbish, jedno od glavnih plemena ili bandi iz skupine Twana Indijanaca koji su u ranom 19. stoljeću živjeli na obje strane Hood Canala, od Seabecka i Oak Harbora do Squamish Harbora i Port Gamble u Washingtonu.
Edward S. Curtis u vol. IX' publikacije "The North American Indian" (1913) ovo ime navodi kao jedno od 5 Twana bandi s permanentnim naseljima. Ostale 4 bande su: Kolsid (Quilcene), Skokomish, Tulalip i Soatlkobsh.